# Hôtel pour étrangers
Pour plus de détails, voir Fiche technique et Distribution.
Hôtel pour étrangers (en tchèque : Hotel pro cizince) est un film tchécoslovaque scénarisé et réalisé par Antonín Máša, et sorti en 1967. 
Le film a été présenté en compétition au Festival de Cannes 1967 en sélection officielle en compétition.
Le film reconstitue les derniers jours d'un jeune poète à partir de son journal intime.

## Synopsis
Au début du XXe siècle, un jeune poète, Petr Hudec, prend une chambre dans un hôtel mystérieux de style Art nouveau, l'Hôtel Svět, et est retrouvé assassiné. Son journal intime permet de remonter le cours des événements et d'arriver à Veronika, une jeune fille avec laquelle Hudec avait rendez-vous. Pendant l'investigation, des clients bizarres arpentent les couloirs et occupent les chambres de l'hôtel.

## Fiche technique
- Titre : Hôtel pour étrangers
- Titre original tchèque : Hotel pro cizince
- Genre : comédie
- Réalisation : Antonín Máša
- Scénario : Antonín Máša
- Dramaturgie : Sergej Machonin
- Prises de vue : Ivan Slapeta
- Musique : Svatopluk Havelka
- Décors : Jan Oliva
- Montage : Miroslav Hájek
- Studios : Filmové studio Barrandov
- Pays de production :  Tchécoslovaquie
- Année de production : 1966
- Durée : 100 minutes
- Format : Noir et blanc

## Distribution
- Petr Čepek : Petr Hudec
- Táňa Fischerová : Veronika
- Marta Krásová : Rosická
- Vladimír Šmeral : Blech
- Evald Schorm : Curate
- Jiří Hrzán : Kája
- Jiří Pleskot : le gérant de l'hôtel
- Jiřina Jirásková : Marie
- Ladislav Mrkvička : Vladimír
- Jiří Kodet : Jirí
- Jiří Menzel : le cuisinier
- Jan Libíček : Hynek
- Josef Somr : le réceptionniste
- Waldemar Matuška : Otomar
- Jan Kačer : Narrateur
- Evelyna Juhanová : Ruzena

## Commentaires
- Le scénario est sous-titré Mascarade de l'amour et de la mort.
- Masha a réalisé une sorte de tragi-comédie excentrique et féérique, à la façon des films muets burlesques, à l'élément figuratif fortement inspiré par l'Art Nouveau, mais aussi dans la lignée de l'œuvre de Franz Kafka.
- Les années 1960 voient une flambée de la cinématographie tchèque qui porte non seulement un regard critique sur la situation sociale et politique mais aussi présente de façon magistrale de l'intérêt pour la vie quotidienne de personnes ordinaires, le tout filmé sous une  forme nouvelle avec de nouvelles méthodes de narration et connu sous le vocable de Nouvelle Vague tchèque. Le film Hôtel pour étrangers est représentatif de ce mouvement.
- Cette mystérieuse histoire d'amour et d'assassinat se déroule dans l'espace confiné d'une magnifique maison d'hôtes baignant dans une ambiance Art nouveau, ce qui donne au film une atmosphère spéciale quasiment unique dans le cinéma tchèque.
- Le concept du film, qui remet en cause la fiabilité de la perception humaine, révèle l'influence des films de la Nouvelle Vague  française, notamment de L'Année dernière à Marienbad (1961) d'Alain Resnais.
- L'histoire, qui est une sorte de reconstruction du destin du poète, a une connotation symbolique qui la relie au monde actuel. Dans ce monde infesté d'indifférence, d'hypocrisie, de mensonge et de crime, le poète semble pourvu d'un amour pur et vrai.